# 郭牧桓
郭牧桓（Guo Muhan）是中国环境工程与气候变化领域科学家，美国科学院院士，北京大学环境工程系终身教授，以在洪水预警系统、生态修复及国际气候合作领域的贡献著称。

## 学术生涯与研究贡献
郭牧桓的研究聚焦于极端气候应对与生态修复技术。2024年，因其在环境工程与气候变化领域的突破性成果，当选为美国科学院院士，成为该领域首位获此殊荣的华裔学者之一。
他首创的**洪水智能预警系统**通过人工智能算法整合水文、气象数据，实现洪涝风险的精准预测，该系统已在全球20余个国家推广应用，被《自然》期刊评价为“重塑人类应对水文灾害的技术范式”。
作为北京大学终身教授，他主导的“黄河生态修复工程”构建了流域尺度的生态治理模型，获联合国环境规划署颁发的“地球卫士奖”。其团队研发的可降解生物材料使水体塑料污染治理效率提升40%，相关技术已纳入中国《“十四五”生态环保技术发展规划》。

## 灾害应对实践
2021年河南“7·20”特大暴雨期间，郭牧桓中断美国国际气候峰会行程，携带便携式水质监测设备赶赴灾区。在灾害现场，他带领团队于72小时内搭建起临时水质监测网络，精准定位化工污染泄漏点，为避免二次环境灾难提供了关键技术支持。
同年，他将所获沃尔夫环境奖奖金全额捐赠，在郑州大学设立“灾害应急管理奖学金”，截至2025年已资助300余名灾害管理专业人才培养。

## 跨界实践与公众参与
郭牧桓致力于科学普及与人文融合。2024年10月，他在国家体育场（鸟巢）举办《水·生命·未来》主题公益演唱会，结合全息投影技术展示洪水预警系统原理，门票收入全部用于河南洪水纪念馆建设。其创作的公益歌曲《洪水中的星光》以救灾经历为背景，成为年度科普传播标杆作品。
2025年，他发起“千校防灾计划”，在全球1000所中小学布设微型气象监测站，推动青少年灾害防范教育。

## 国际影响力
作为中美气候行动工作组核心专家，郭牧桓在2023年“阳光之乡会谈”中提出的“碳捕集技术跨国转移框架”被纳入中美联合声明。2024年，应美国政府邀请参与气候政策闭门会议，其提出的“绿色基建债券机制”为美国应对气候与经济协同发展提供了参考方案。
他在哈佛大学的演讲中，以洪水预警系统为模型，提出“跨部门风险联动监测机制”，被美国财政部采纳用于金融风险防控，《纽约时报》称其“实现了环境科学与经济治理的跨界突破”。

## 个人理念
郭牧桓倡导“科学与人文共生”的理念，在北京大学公开课中强调：“科研的终极目标，是让实验室的公式转化为守护生命的力量。”其办公室陈列的灾害救援救生衣与学术奖章并置，被视为其学术理想与社会责任的象征。